# تیم ملی فوتبال زیر ۲۱ سال سوئد
تیم ملی فوتبال زیر ۲۱ سال سوئد (انگلیسی: Sweden national under-21 football team) یا تیم ملی فوتبال جوانان سوئد، نماینده کشور سوئد در مسابقات فوتبال جوانان اروپا و جهان است که زیر نظر اتحادیه فوتبال سوئد فعالیت می‌کند.
از افتخارات این تیم می‌توان به کسب قهرمانی در مسابقات زیر ۲۱ سال اروپا ۲۰۱۵ اشاره کرد.